# Proyecto CORE
El proyecto Curriculum Open-Access Resources in Economics (Proyecto CORE) es una organización que crea y distribuye material didáctico de acceso abierto sobre economía. Su objetivo es elaborar material didáctico y reformar el plan de estudios de economía. Su libro de texto se imparte como curso introductorio en más de 300 universidades. Ofrece sus materiales en línea, sin coste alguno para los usuarios. Está registrada como organización benéfica (CORE Economics Education) en Inglaterra y Gales.

## Orígenes
CORE fue concebido a finales de 2012 por los profesores Wendy Carlin, del University College de Londres, Samuel Bowles, del Santa Fe Institute, y Oscar Landerreche, que en ese momento era director de la Facultad de Economía y Empresa de la Universidad de Chile. En aquel momento, la profesora Carlin escribió a sus colegas para sugerirles que colaboraran en la revisión del plan de estudios, señalando que "modificar el curso del plan de estudios de grado es como dar la vuelta a un superpetrolero de medio millón de toneladas. Pero creo que puede ser el momento adecuado para la iniciativa que les invito a unirse a mi propuesta".

Tras la crisis financiera de 2007–2008, los estudiantes habían formado grupos, como la International Student Initiative for Pluralist Economics (ISIPE) y Rethinking Economics, para exigir mejoras en el plan de estudios de economía. La ISIPE, por ejemplo, sostenía que "la enseñanza en los departamentos de economía está demasiado centrada en un objetivo concreto y que debería hacerse un mayor esfuerzo para ampliar el plan de estudios". El profesor Carlin ha escrito que:
"El modelo de los libros de texto está definitivamente roto. En él, los actores económicos son amorales e interesados, los precios de mercado perfectamente competitivos equiparan la oferta a la demanda implementando resultados "óptimos", mientras que la degradación del medio ambiente, la inestabilidad y la desigualdad son, en el mejor de los casos, ideas de última hora... Sin embargo, sigue siendo la columna vertebral de gran parte de la enseñanza de grado. Por muy alejada que esté de lo que realmente hacen los economistas y de la forma en que pensamos, ésta es la "economía" impresa en la mente del público".
Lanzado en octubre de 2013 en el Tesoro de Su Majestad, CORE dijo que su misión era abordar estas cuestiones mediante la creación de un libro de texto que incorporara las contribuciones de muchos académicos con diferentes puntos de vista y que fuera "más humilde, más empírico y más actual". El profesor Carlin escribió que los estudiantes "se avergüenzan cuando no son más capaces de explicar la crisis de la eurozona o el desempleo persistente que sus compañeros de ingeniería o arqueología", y que CORE garantizaría que "la tecnología digital y los métodos de enseñanza interactivos introducirán a los estudiantes en una disciplina empírica. Aprenderán a utilizar las pruebas de la historia, los experimentos y otras fuentes de datos para poner a prueba explicaciones y políticas que compiten entre sí".

## Material del curso
Los cursos de CORE se ofrecen a través de libros electrónicos de acceso abierto publicados en su sitio web. Sus libros electrónicos utilizan una licencia Creative Commons para que "cualquier usuario pueda personalizarlo, traducirlo o mejorarlo para su propio uso o el de sus alumnos."

### La Economía
La Economía es la publicación estrella de CORE. Es un libro de texto de 22 capítulos que ofrece una completa introducción a la economía y se utiliza en más de 300 universidades de todo el mundo.
Este libro de texto de economía fue concebido como material de base para los cursos de primer año de licenciatura, aunque también se ha utilizado en escuelas y en cursos avanzados de política pública.
A partir de 2020 este libro de texto está disponible en inglés, italiano, francés y español.
En 2017 se publicó una versión impresa de La Economía por parte de Oxford University Press. Desde 2019 el libro de texto CORE también está disponible como aplicación para Android, Windows e iOS.

### Economía, Sociedad y Políticas Públicas (ESPP)
En 2018, CORE publicó las primeras unidades de ESPP, un libro electrónico diseñado para introducir la economía a los no especialistas, en particular a los estudiantes de cursos de economía externos que estaban tomando la economía como un menor. Al igual que La Economía, se centra en temas como la desigualdad, el poder y la economía ambiental. ESPP está financiado por la Fundación Nuffield.

### Haciendo economía
También en 2018, CORE publicó las primeras unidades beta de Doing Economics, una colección de proyectos empíricos diseñados para enseñar métodos cuantitativos en economía utilizando datos del mundo real, también financiados por la Fundación Nuffield.

## Estructura y colaboradores
CORE Economics Education está registrada como organización benéfica en Inglaterra y Gales, con un consejo de administración.
El día a día del proyecto se lleva a cabo en el University College de Londres. El curso y los materiales de apoyo han sido creados por economistas académicos que ofrecen su tiempo, entre ellos Yann Algan (Sciences Po, París), Timothy Besley (London School of Economics), Diane Coyle (Universidad de Mánchester), Cameron Hepburn (Universidad de Oxford), Suresh Naidu, Rajiv Sethi, Margaret Stevens (Universidad de Oxford) y Kevin O'Rourke (Universidad de Oxford).
El grupo directivo está formado por Wendy Carlin (University College London), Samuel Bowles (Santa Fe Institute), Margaret Stevens Archivado el 26 de agosto de 2018 en Wayback Machine. Archived 2018-08-26 at the Wayback Machine (directora del Departamento de Economía de la Universidad de Oxford), y es, el presidente de Codelco. En 2017 se creó CORE USA, con sede en el Barnard College, para mejorar la difusión en Estados Unidos.
Otros destacados economistas han contribuido al material publicado, como los premios Nobel James Heckman, Alvin Roth y Joseph Stiglitz, que grabaron vídeos para él sobre la desigualdad en la educación, la equiparación de mercados y la crisis financiera.
Desde 2019, el material en línea de CORE incorpora las visualizaciones interactivas de Our World in Data en todo el material. Esto hace que todos los datos estén disponibles para su descarga y permite la selección de datos para países específicos.

### Financiación
CORE financia sus proyectos mediante subvenciones. La financiación inicial fue proporcionada por el Institute for New Economic Thinking. Entre los financiadores actuales se encuentran la Fundación Nuffield, el Ministerio de Hacienda, la Fundación Friends Provident, el Banco de Inglaterra y la Asociación Económica Internacional.

## Diferencias con la enseñanza de la economía actual
Los autores de CORE afirman que los libros de texto más populares, como Principios de Economía, de Greg Mankiw, difieren poco en su contenido del primer libro de texto moderno, Economía, de Paul Samuelson, que se publicó en 1948, lo que significa que estos libros de texto han ignorado muchas de las innovaciones en economía desde entonces:
"Lo que enseñamos [a los estudiantes] en nuestras clases de introducción se parece poco a cómo hacemos economía nosotros mismos. Los grandes pensadores de mediados del siglo XX -John Maynard Keynes, Friedrich Hayek y John Nash- iniciaron un proceso que acabó transformando la forma en que ahora entendemos la economía, en tres sentidos. Sólo uno de ellos [Keynes] llegó al curso de principios de hoy".
El CORE sostiene que los conceptos desarrollados en la segunda mitad del siglo XX, como la información asimétrica, las interacciones sociales estratégicas y los contratos incompletos, deberían tener más importancia en la enseñanza de grado. Afirma que en la mayoría de las universidades estas ideas "se mencionan, si acaso, al final del curso introductorio, o como temas especiales".

### Recepción de la crítica
The Economy ha sido recibido favorablemente. The Economist escribió que "los primeros resultados son prometedores":
The Economy no simplifica la economía, sino que utiliza las matemáticas con facilidad y mantiene a los estudiantes comprometidos gracias a la actualidad del material. Desde el principio, los estudiantes reciben lecciones sobre las rarezas de la economía -desde la teoría de los juegos hasta la dinámica del poder en las empresas- que hacen que la materia sea fascinante y útil, pero que se pasan por alto en la mayoría de los cursos de introducción.
En The New Yorker, John Cassidy escribió que "los miembros del equipo principal merecen el crédito por responder a los críticos de la economía sin complacerlos".
Noah Smith elogió a CORE por "centrarse más en el análisis práctico de datos".
Algunos defensores de la reforma curricular han criticado a CORE por ser demasiado estrecho y prescriptivo, y por no reconocer las escuelas de pensamiento que compiten entre sí. Daniel Lapedus, de Rethinking Economics, celebró que el CORE "incorpore una variedad de pensadores en su plan de estudios, así como sus esfuerzos por hacer que la economía sea más real y atractiva para los estudiantes de economía... Pero el verdadero pluralismo crítico que refleja la verdadera diversidad de perspectivas del mundo real está todavía muy lejos. Todavía queda mucho por repensar".

Yuan Yang, uno de los fundadores de Rethinking Economics, declaró a The Financial Times que: 
“Core no es un plan de estudios pluralista... Presenta un solo paradigma, mientras que los estudiantes deberían poder elegir entre diferentes escuelas de pensamiento". 
El Suplemento de Educación Superior del Times calificó el curso de "audaz renovación" y escribió que cursar CORE en el primer año había mejorado los resultados en el segundo año de los estudiantes del University College de Londres:
La proporción de estudiantes que obtuvieron un primer puesto en el módulo de microeconomía de segundo año aumentó del 22% en 2014-15 al 32% en 2015-16, mientras que la proporción que obtuvo honores de tercera clase cayó del 28% al 11%. ... En macroeconomía, la proporción que obtuvo primeros no cambió, pero el número que obtuvo un 2:1 aumentó del 21% en 2014-15 al 36% en 2015-16."

## Universidades que adoptan CORE
En diciembre de 2019 hay 300 universidades en todo el mundo que utilizan CORE. Entre ellas se encuentran:
- Universidad Adolfo Ibáñez, Chile
- Universidad Americana de Afganistán, Kabul, Afganistán[26]
- Universidad Azim Premji, Bengaluru, India
- Barnard College, Nueva York, EE. UU.
- Brigham Young University, Utah, US
- Cornell University, Nueva York, EE. UU.
- Dartmouth College, New Hampshire, US
- Erasmus University College, Universidad Erasmus de Róterdam, Países Bajos
- Universidad Humboldt de Berlín, Alemania
- King’s College London, Reino Unido
- Lahore University of Management Sciences, Pakistán
- Middlebury College, Vermont, EE. UU.
- Sciences Po París, Francia
- Toulouse School of Economics, Francia
- Trinity College (Dublín), Irlanda
- Universidad de los Andes, Bogotá, Colombia
- Université libre de Bruxelles, Bélgica
- Universidad de Ciudad del Cabo, Sudáfrica
- University College London, Reino Unido
- Universidad de Bristol, Reino Unido
- Universidad de Chile, Santiago, Chile
- Universidad de Exeter, Reino Unido
- Universidad de Mánchester, Reino Unido
- Universidad de Pretoria, Sudáfrica
- Universidad de la Isla de la Reunión
- Universidad de Stirling, Reino Unido
- Universidad de Warwick, Reino Unido
- Universidad de Brighton, Reino Unido

## Publicaciones
Equipo CORE, The (2017). La economía, economía para un mundo cambiante. Oxford: Oxford University Press.